# 伊萬帕 (堪薩斯州)
伊萬帕（英語：Ivanpah）是位於美國堪薩斯州格林伍德縣的一個鬼鎮。

## 歷史
伊萬帕的郵政局於1879年設立，直到1904年結束營運。